# نوركروس (جورجيا)
نوركروس (بالإنجليزية: Norcross, Georgia)‏ هي مدينة تقع في مقاطعة غوينيت، جورجيا بولاية جورجيا في الولايات المتحدة. تبلغ مساحة هذه المدينة 10.6 (كم²)، وترتفع عن سطح البحر 319 م، بلغ عدد سكانها 9116 نسمة في عام 2010 حسب إحصاء مكتب تعداد الولايات المتحدة.

## أعلام
- داريوس هانكس
- إيفي وينغو
- برايس باتلر
- ستيفين كينيي
- جيرمي لامب
- آلفين كامارا
- روي كارليل

## وصلات خارجية
- Cities & Counties - Georgia.gov